# Zdeněk Seidl
Zdeněk Seidl (* 18. srpna 1950 Vlašim) je český politik a lékař, v letech 2008 až 2012 a opět 2016 až 2020 zastupitel Středočeského kraje (z toho v letech 2008 až 2012 náměstek hejtmana a v letech 2017 až 2020 radní kraje), v letech 1998 až 2014 zastupitel města Vlašim, dřívější člen ČSSD a hnutí Trikolóra.

## Život
V roce 1965 dokončil základní školu ve Vlašimi a následně do roku 1968 studoval na vlašimském gymnáziu. Vysokoškolské vzdělání získal na 1. lékařské fakultě Univerzity Karlovy v Praze (promoval v roce 1975 a byl mu udělen titul MUDr.).
V roce 1977 získal I. atestaci z neurologie, v roce 1980 pak II. atestaci z neurologie a v roce 1993 ještě I. atestaci z radiodiagnostiky. V roce 1993 se úspěšně habilitoval a byl mu tak udělen titul doc. a nakonec v roce 2004 i prof.
Nejdříve pracoval v letech 1974 až 1979 v Rehabilitačním ústavu Kladruby. Následně ale působil téměř třicet let (do roku 2008) jako lékař ve Všeobecné fakultní nemocnici v Praze (od roku 1996 byl vedoucím lékařem neurologické a radiologické kliniky).
V letech 2007 až 2009 byl jednatelem a společníkem rehabilitačního střediska SPINE CORD. Angažuje se také jako člen Školské rady Gymnázia Vlašim, Tylova 271, kde sám v minulosti studoval.
Od roku 2007 byl rektorem Vysoké školy zdravotnické, o.p.s., v současnosti působí jako prorektor pro pedagogickou činnost.

## Politické působení
Byl členem ČSSD, v níž působil i jako předseda Okresního výkonného výboru ČSSD v Benešově a byl místopředsedou Krajského výkonného výboru ČSSD Středočeského kraje. V červenci 2020 však z ČSSD vystoupil a stal se členem Trikolóry, ze které později rovněž vystoupil.
Do politiky vstoupil, když byl v komunálních volbách v roce 1998 zvolen za ČSSD do Zastupitelstva města Vlašimi. Mandát zastupitele města obhájil v komunálních volbách v roce 2002, v roce 2006 i v roce 2010. Kandidoval též ve volbách v roce 2014, ale tentokrát již neuspěl (skončil jako první náhradník). Stejně dopadl i ve volbách v roce 2018 (tj. opět jako první náhradník).
Do vyšší politiky se dostal, když byl v krajských volbách v roce 2008 zvolen za ČSSD do Zastupitelstva Středočeského kraje. Zároveň se stal náměstkem hejtmana pro oblast zdravotnictví a místopředsedou Výboru Regionální rady Regionálního operačního programu Střední Čechy. V krajských volbách v roce 2012 se mu nepodařilo mandát krajského zastupitele obhájit. Do zastupitelstva se ale vrátil po volbách v roce 2016. V říjnu 2017 byl zvolen radním kraje pro oblast školství. Ve volbách v roce 2020 post krajského zastupitele obhajoval na kandidátce hnutí Trikolóra, ale neuspěl. Skončil tak i ve funkci radního kraje.
Zúčastnil se rovněž voleb do Senátu PČR v roce 2000, kdy kandidoval za ČSSD v obvodu č. 41 - Benešov. Se ziskem 14,08 % hlasů skončil na třetím místě a nepostoupil ani do druhého kola. Kandidaturu si ve stejném obvodu zopakoval ve volbách do Senátu PČR v roce 2006, kdy však opět skončil třetí se ziskem 18,21 % hlasů.
Ve volbách do Evropského parlamentu 2014 kandidoval za ČSSD na pátém místě její kandidátky, ale neuspěl (stal se pouze prvním náhradníkem).
V komunálních volbách v roce 2022 kandidoval jako nestraník z 3. místa kandidátky uskupení „SPD, Trikolora, Hnutí PES a nezávislí společně pro Prahu“ do Zastupitelstva hlavního města Prahy a byl zvolen zastupitelem.